# Inter-American Commission of Women
Inter-American Commission of Women (CIM), är en internationell kvinnoorganisation, grundad 1928. 
Det är en undergrupp inom Organization of American States. Den bildades 1928 och blev permanent 1938. CIM har en representant från var och en av de amerikanska nationerna och verkar för kvinnors rättigheter. 